# Artocarpus altilis
Artocarpus altilis, llamado comúnmente árbol del pan o frutipán, es una especie perteneciente al género Artocarpus, de la familia Moraceae nativa de la región Indo-Pacífica (posiblemente el archipiélago malayo) y distribuida desde la antigüedad por toda Oceanía. Se cultivan cientos de variedades distribuidas desde el sudeste asiático (Filipinas, Indonesia), hasta la Polinesia.

## Descripción

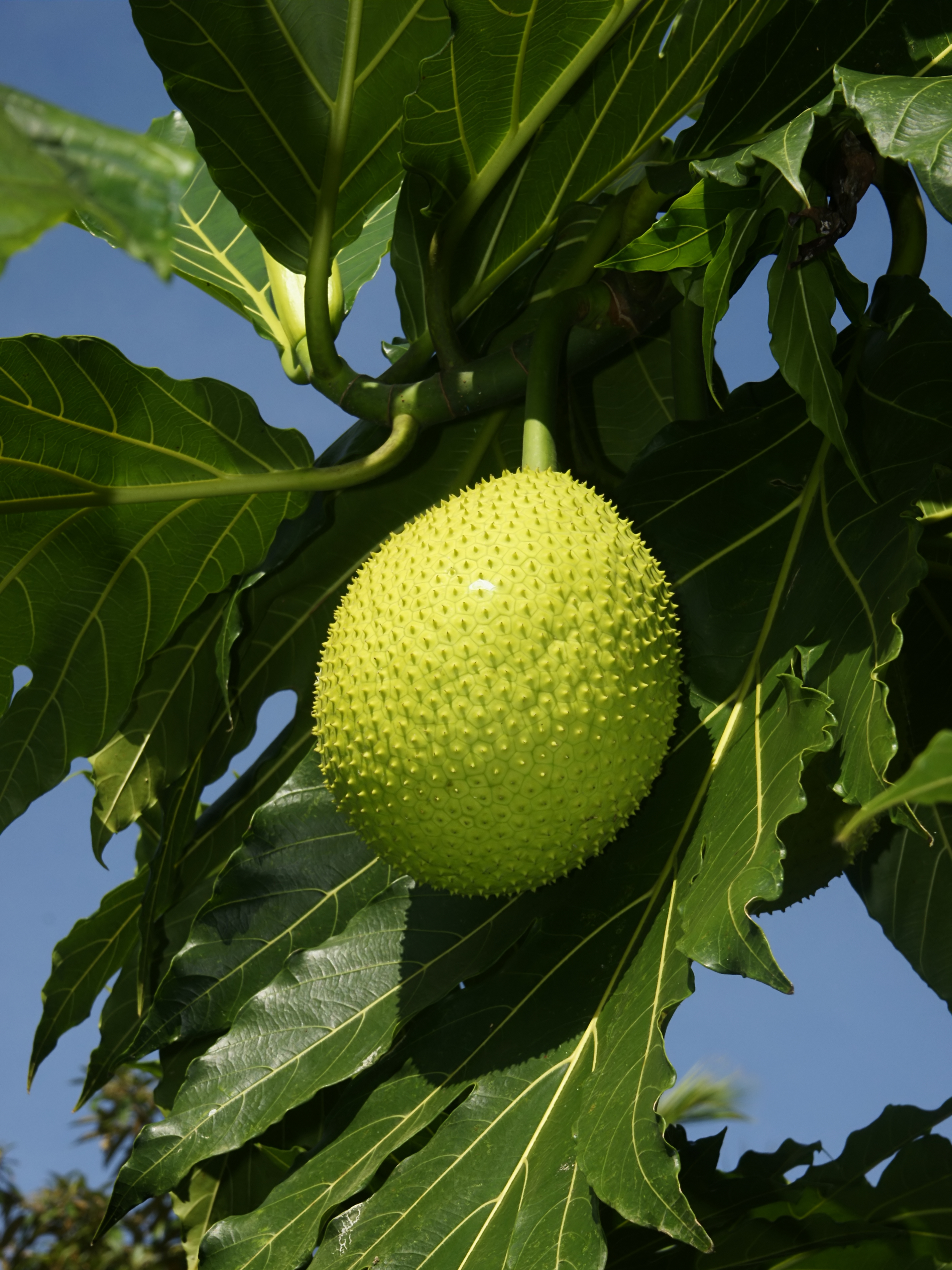
Hojas y fruto del árbol del pan

El árbol del pan puede llegar a medir 21 m en plena madurez, aunque es más común que ronde entre los 12 y 15 m.  El tronco, de hasta 2 m de diámetro como máximo suele tener raíces de soporte. Un látex lechoso y blanco está presente por todo el árbol.
Las lustrosas hojas de haz verde claro y más apagado y amarillento en el envés, pueden ser perennes o caducifolias, según el clima de su hábitat. Son ovadas, entre 23 a 90 cm de largo y hasta 50 cm de ancho pecioladas y estipuladas, pinnatinervias y pinnatipartidas (de 5 a 11 lóbulos); las de las plantas o ramas jóvenes son mayores y tienen menos lóbulos que las maduras.
Es una especie monoica (dos sexos en la misma planta) en el que la inflorescencia masculina aparece primero. Esta forma una densa espiga cilíndrica de unos 12 a 30 cm de largo. La inflorescencia femenina agrupa las pequeñas flores en una cabeza espinosa, más o menos redondeada, de color verdoso. Las flores se unen entre ellas para desarrollar la parte carnosa de la infrutescencia. La polinización es cruzada, pero no es necesaria para la formación del fruto.
La infrutescencia desarrollada está compuesta de la unión de muchos gineceos sincárpicos. Generalmente, es redondo, ovalado u oblongo y mide entre 5 a 30 cm de ancho y 9 a 45 cm de largo. Puede pesar entre 250 g y 6 kg. La piel se compone de entre 5 y 7 capas, cada una de las cuales pertenece a una flor individual. La textura es suave y carnosa. Su color oscila entre el verde claro, el verde amarillento, y el amarillo. Algunas especies, como la afara de las Islas de la Sociedad pueden ser rosadas o anaranjadas. Igualmente, en el epicarpio permanecen los estilos y estigmas, por lo que es un fruto accesorio. El mesocarpio (la carne) es de un color crema, con una pulpa fibrosa y cremosa, con un 60 % de almidón y más proteínas que el plátano o el ñame. Puede presentar muchas semillas (que también son comestibles) o puede no tenerlas. En este último caso el fruto se desarrolla por partenocarpia.

## Origen y distribución en el mundo
El antepasado del árbol del pan fue probablemente Artocarpus camansi, originario de las islas Molucas y Filipinas. Las dos variedades de árbol del pan (la que tiene semillas y la que no) no se encontraban en estado salvaje en la mayoría de islas del Pacífico. La planta fue domesticada por primera vez en el Pacífico occidental, y su distribución por el resto de la región se debió a causa de las migraciones y colonizaciones humanas que empezaron hace unos 3000 años. Siguiendo las migraciones por Oceanía, se puede trazar la distribución del árbol del pan, que acompañó la humanización de las islas. Además, esto sirve de apoyo a las teorías que afirman que la Polinesia fue poblada a partir de la Melanesia, tal y como afirman estudios de otros ámbitos (lingüísticos, culturales y antropológicos). En la Melanesia y Polinesia, la especie actual derivaría del resultado de generaciones de reproducción vegetativa de Artocarpus camansi, mientras que en la Micronesia, la especie cultivada sería la hibridación de esta modificación de Artocarpus camansi con Artocarpus mariannensis. Las únicas excepciones oceánicas, donde no hay especies del género Artocarpus son en Nueva Zelanda y en la isla de Pascua, ambas con clima demasiado frío para su cultivo.
Con las navegaciones europeas del mar del Sur en el siglo XVII, se transportaron especies sin semilla de Tahití a Jamaica y San Vicente, y de Tonga a Martinica y Guayana Francesa, a través de las Mauricio. Estas variedades polinésicas se difundieron más tarde por el Caribe y todas las regiones tropicales de América Central, América del Sur, África, Madagascar, las Maldivas, las Seychelles, Sri Lanka, el norte de Australia y el sur de Florida. Actualmente se cultiva en noventa países.

## Genética

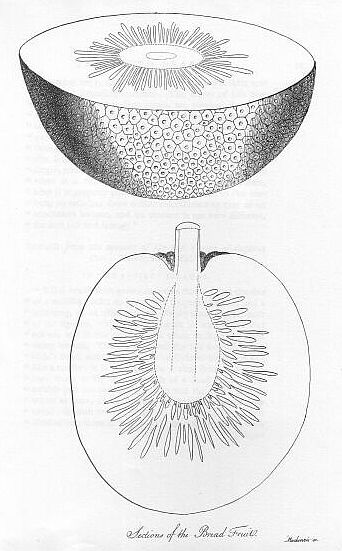
Sección del fruto del pan extraído de la narración A Voyage to the South Sea de William Bligh (1792)

El árbol del pan está genéticamente diversificado, sobre todo las variedades con semilla del oeste del Pacífico y sus híbridos (con Artocarpus mariannensis) en Micronesia. Una buena parte de las variedades polinesias triploides son genéticamente idénticas, pero morfológicamente diferentes. Estas variedades polinesias triploides tienden a adaptarse mal a las condiciones de los atolones, mientras que los híbridos, con o sin semilla, se adaptan mejor.

## Variedades conocidas
Se pueden encontrar cientos de variedades en las islas del Pacífico que son clonadas por la propagación vegetativa. Algunas variedades tienen una gran distribución en Oceanía, como el maopo en Samoa y en Tonga (conocido como rare autia en las Islas de la Sociedad, mei aukape en las Islas Marquesas, uto lolo en Fiyi, morava en las Islas Cook y sra fon en Kosrae). Las otras se encuentran más focalizadas en islas o archipiélagos específicos. El maopo no tiene semillas, y el fruto mide de 16 a 26 cm de largo y de 16 a 18 cm de ancho, es ovalado con una pulpa cremosa y blanca. Puede pesar entre 2 y 3,5 kg. El maopo puede llegar a medir 15 m de altura y la madera es utilizada en la construcción de viviendas en Samoa.
Otra variedad de la Polinesia es el ma’afala. Recientemente, ha sido introducido en Pohnpei, Kosrae y Tuvalu. Es un árbol de poca altura (10 m) y de hojas más pequeñas, diseccionadas entre 3 y 5 parejas de lóbulos. El fruto es ovalado u oblongo, con pulpa blanca, y mide 12-16 cm de largo y 10-13 cm de ancho. Pesa entre 600 g y 1 kg. El fruto puede contener varias simientes o puede no contener ninguna. El puou es otra variedad muy extendida en la Polinesia y tiene unas características parecidas a las de la ma’afala.
Finalmente, cabe destacar el mein iwe (o mos n wa, motinwae o mejenwe), establecido en los Estados Federados de Micronesia, las Islas Marshall y Kiribati. Con hojas de 3 a 4 lóbulos, tiene unos frutos redondos u ovalados de pulpa blanca y sin semillas, y mide de 12 a 21 cm de largo y de 12 a 16 cm de ancho. El fruto puede pesar entre 880 g y 2,2 kg.

## Hábitat

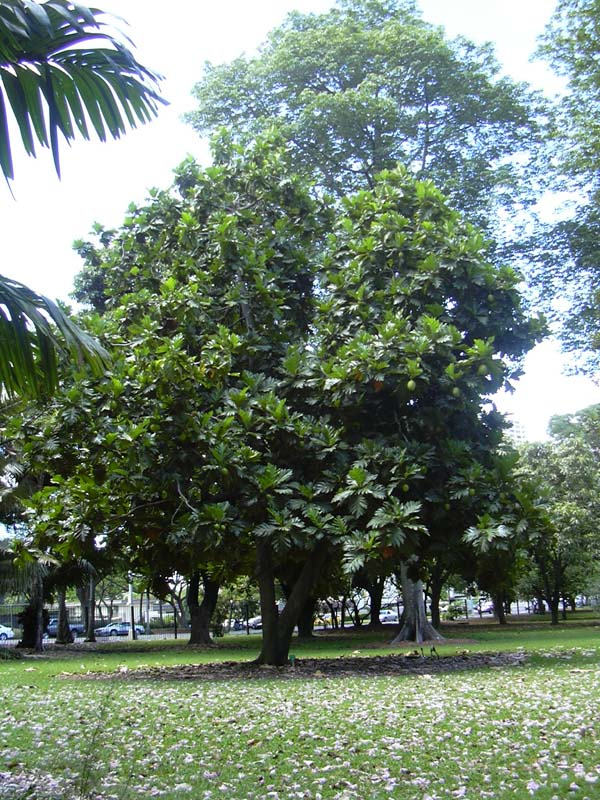
Árbol del pan en Hawái

El árbol del pan tiene una gran adaptabilidad para diversas condiciones ecológicas. Crece de manera óptima en las zonas ecuatoriales y  tropicales, pero puede crecer en zonas de climas templados con inviernos muy suaves. Normalmente, el árbol se encuentra en tierras ecuatoriales o tropicales de alturas situadas por debajo de los 600-650 m s. n. m., pero podría vivir hasta los 1550 m s. n. m. sin apenas dificultades, si se trata de una zona de clima cálido. En cuanto al régimen de irrigación, requiere un riego anual de 1500-3000 mm de agua, aunque se dan casos de ejemplares que han sobrevivido con tan solo 1000 mm de agua, sobre todo en los atolones pacíficos. La estación lluviosa del árbol del pan debe ser el verano preferiblemente, ya que el calor, combinado con la lluvia abundante y la humedad ayudan a que la planta crezca en condiciones óptimas. La especie puede soportar una estación seca (menos de 40 mm por mes) de tres meses máximo. Por lo que respecta a las temperaturas, el intervalo más favorable del árbol del pan es el que oscila entre los 21 y 32 °C. La temperatura máxima que puede soportar en un mes cálido es de 32-38 °C, y la temperatura mínima en un mes frío es de 16-18 °C. La temperatura mínima tolerada es de 5-10 °C. Si se bajase de ese umbral, el árbol perdería todas las hojas y correría el riesgo de morir, aunque su resistencia lo haría difícil; más tarde, al volver a las temperaturas más templadas o cálidas, el árbol recuperaría todo el follaje. En cuanto al suelo, es preferible un suelo fértil, bien drenado e irrigado, que no acumule agua, lo cual pudriría las raíces y mataría el árbol. La acidez del suelo debe ser ligeramente neutra a alcalina (7,4-6,1 pH). El árbol del pan puede tolerar suelos con una alta salinidad, como suelos coralinos o suelos de los atolones.
Finalmente, por lo que respecta a las tolerancias, el árbol del pan es sensible a las sequías persistentes o continuadas, lo cual hará que la fruta caiga prematuramente. Igualmente, el árbol adulto crece mejor a pleno sol, aunque los árboles jóvenes necesitan entre un 20 % y un 50 % de sombra. La madera del árbol del pan no resiste bien el fuego y lo quemará fácilmente, aunque las raíces resistirán el embate del fuego. En cuanto a las heladas, puede ser resistente, aunque perdería las hojas, y corre el riesgo de morir si la helada es persistente. Por el contrario, el árbol del pan es bastante resistente a los fuertes vientos, ya que debe resistir los tifones tropicales del Pacífico. En caso de que las ramas se quiebren y el árbol resulte malparado, surgirán brotes de las raíces de la planta.

## Taxonomía
Artocarpus altilis  fue descrita por (Parkinson) Fosberg y publicado en Journal of the Washington Academy of Sciences 31(3): 95. 1941.
Etimología
Artocarpus: nombre genérico que deriva del griego: arto = "pan" y carpus = fruto. Fue acuñado entre 1772 y 1775 por Johann Reinhold Forster y J. Georg Adam Forster (padre e hijo) durante el segundo viaje de James Cook a bordo del HMS Resolution.
altilis: epíteto latíno que significa "grueso".

## Cultivo

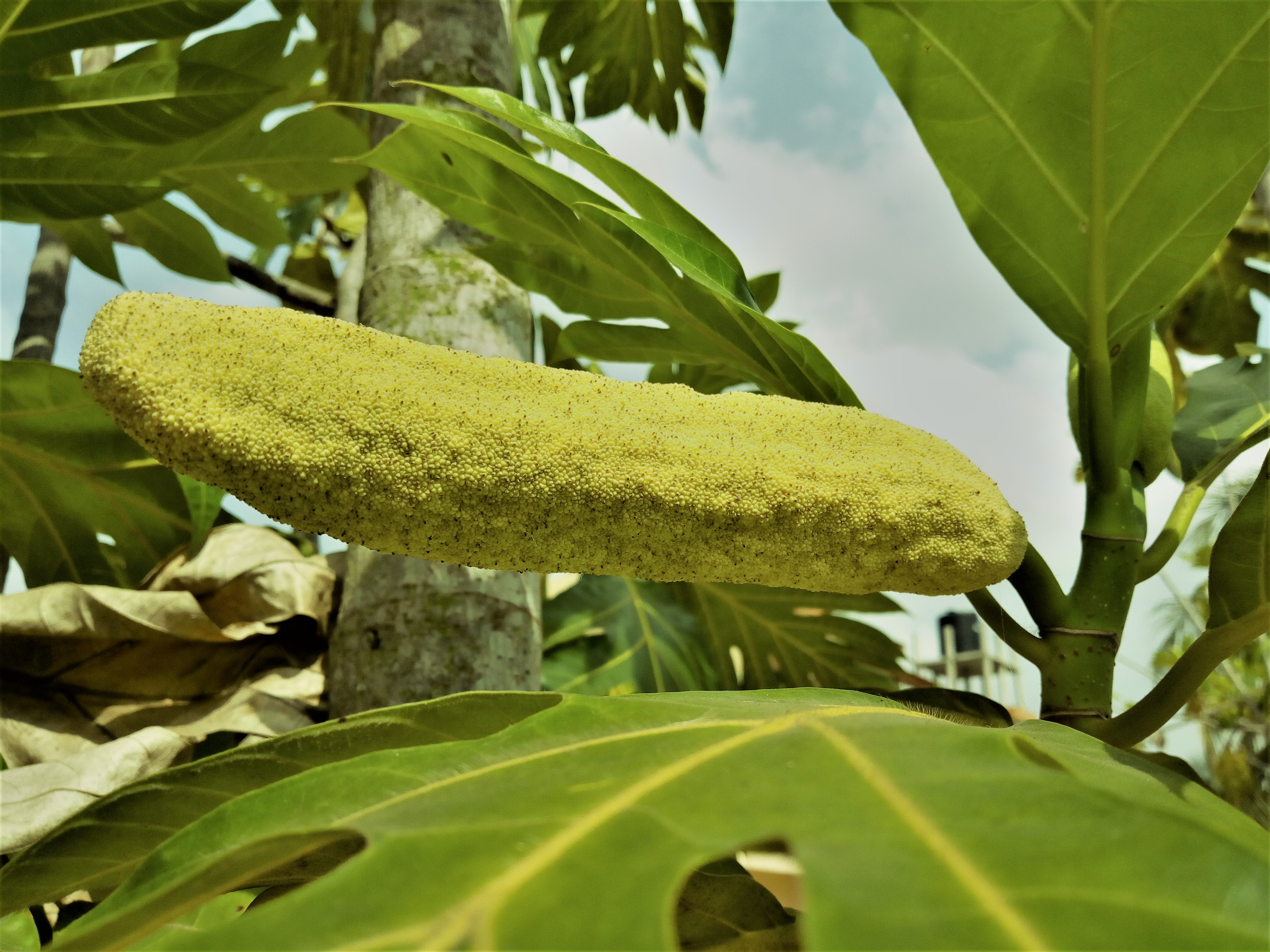
Una flor entre el follaje del árbol de la fruta del pan (o árbol belfutou en idioma local en Benín)

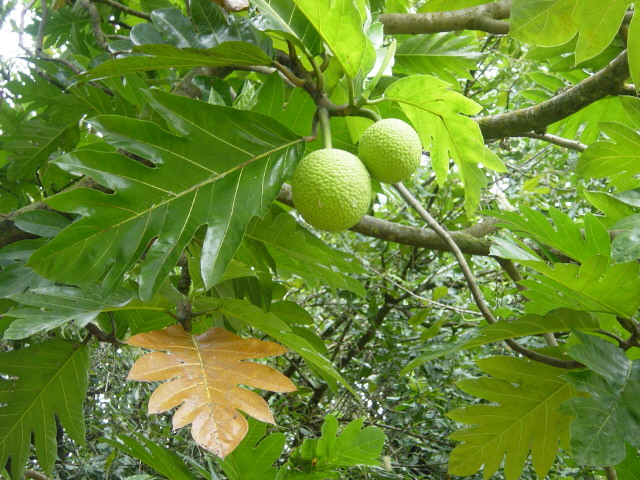
Artocarpus altilis con fruto.

El árbol del pan se cultiva por todo el Pacífico y del sureste asiático, además del Caribe y América central, donde en el siglo XVIII fue llevado por los europeos. La especie crece rápidamente en condiciones favorables, entre 0,5 y 1,5 m por año, dependiendo de la latitud donde se cultive la planta. El diámetro del tronco puede llegar a medir 1 m durante los primeros 10-12 años. El árbol crece de forma permanente si el clima lo acompaña, y siempre está renovando la hoja. La floración es estacional y la mayoría de las variedades lo hacen una o dos veces al año. La floración principal se produce durante los meses lluviosos y calurosos del verano y el árbol hará los frutos 3 o 4 meses después de la floración. Los frutos tardan de 15 a 19 semanas en alcanzar la madurez para el consumo humano. Las ramas pequeñas que han hecho el fruto pueden morir, pero siempre será sustituida por unas nuevas que desarrollan constantemente la vida del árbol. Los árboles que se han reproducido de la semilla (semilla fértil), pueden tardar entre 6 y 10 años en hacer la primera floración y hacer frutos, mientras que los ejemplares reproducidos por acción vegetativa (injertos, esquejes, o brotes de raíces) suelen florecer en 3 o 6 años.
La producción de los frutos del pan por ejemplar es muy considerable. Un solo árbol puede producir hasta 700 frutos del pan en un año, según la variedad, la edad, y el hábitat. Normalmente, un árbol  puede producir entre 150 y 200 frutos. A continuación se muestra la producción en tres variedades.
| Variedad    | Número de frutos | Producción media |
| ----------- | ---------------- | ---------------- |
| Mein iwe    | 30-268           | 141              |
| Mein padahk | 26-557           | 219              |
| Mei uhwp    | 10-615           | 218              |

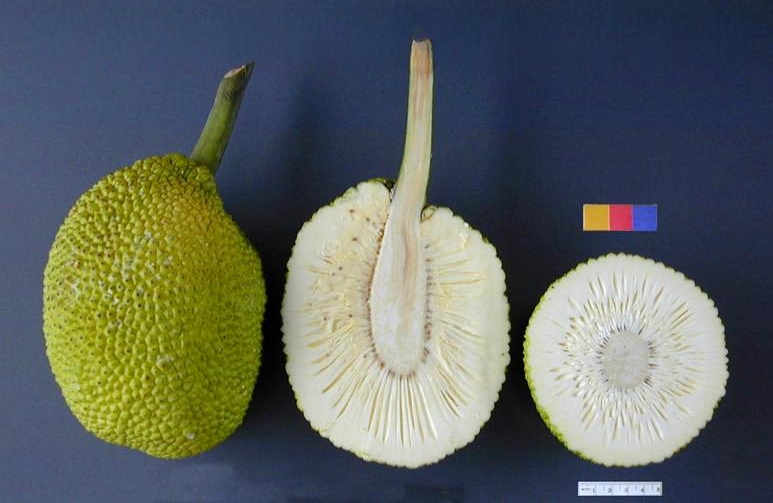
Fruto del pan y sus secciones.

En cuanto a las raíces del árbol del pan, normalmente están muy próximas a la superficie del suelo, y se desarrollan de manera extensiva por el terreno. Esto no impide que el árbol del pan reaccione favorablemente al convivir junto con otras plantas. Interplantar árboles con el árbol del pan es beneficioso y esta competencia puede favorecer el crecimiento, sobre todo si son especies que completan el bosque de canopea en estratos inferiores. Aun así, el Merremia peltata, una planta trepadora, puede asfixiar y matar al árbol del pan. Otro peligro para la especie son las enfermedades, aunque el árbol del pan está relativamente libre de enfermedades. Otros problemas pueden ser el Phellinus noxius, que ataca las raíces, o el Phytophthora, el Colletotrichum, y el Rhizopus, que ataca los frutos. Las moscas de la fruta pueden traer enfermedades e infestar los frutos del árbol o a la tierra. De la misma manera, si no se tallan las ramas o las hojas muertas, puede ser perjudicial para el crecimiento del árbol y pueden debilitarlo en exceso. Un buen adobe periódico ayudará a fortalecer el árbol. También se debe mantener alejado de las sequías, que le son muy perjudiciales.

### Difusión

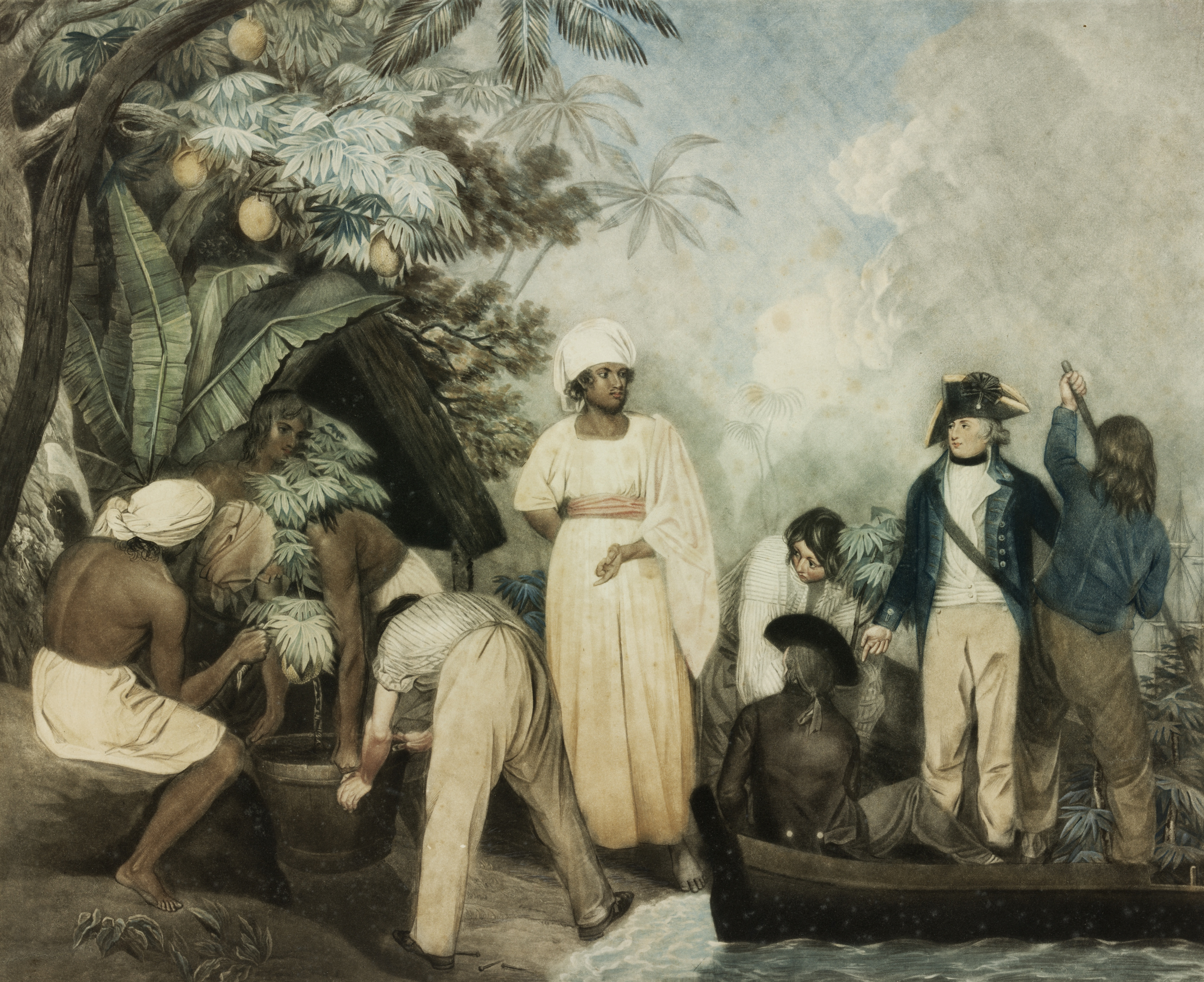
Cuadro sobre el traslado de árboles del pan en Tahití.

El rico contenido en glúcidos del fruto del pan propició que varios personajes británicos como Joseph Banks extendiera el cultivo del árbol del pan por el Caribe y así disponer de un alimento altamente nutritivo y de fácil cultivo para los esclavos americanos de las Antillas. Por esta razón, en 1787 la Marina Real de Gran Bretaña ordenó la salida del HMAV Bounty, encargado de llegar hasta Tahití y obtener especímenes del árbol del pan y transportarlas al Caribe, donde iniciar su reproducción. El mando del navío recayó en William Bligh, que por su carácter duro y severo, y sus decisiones arbitrarias, logró empeorar las relaciones a bordo. El 26 de octubre de 1788 llegaron a Tahití, y se llevaron 1.015 ejemplares del árbol del pan. Cuando estalló el motín a la vuelta hacia Gran Bretaña, los amotinados lanzaron por la borda todos los ejemplares del árbol del pan, en señal de rebelión contra Bligh, más preocupado del cuidado de las plantas que de sus propios hombres.

## Propagación
El árbol del pan presenta bastantes facilidades para propagarse, usando diversas técnicas, ya sean naturales, o de origen antrópico. Es posible propagar el árbol del pan a partir de esquejes de raíces, esquejes de ramas, brotes de raíces o semillas. En el caso de las variedades sin semillas, hay que usar una de las técnicas anteriores. Así y todo, la reproducción de la planta mediante semilla es poco habitual y se desaconseja, ya que no se desarrolla un espécimen idéntico al original. Por tanto, la propagación vegetativa es la más usada y recomendada.
La práctica habitual en el Pacífico para reproducir el árbol del pan es mediante brotes de raíces. Algunas variedades, como el puou, producen un gran número de brotes de raíces que facilitan la difusión. Se deben escoger los brotes más sanos, entre 20-25 cm de altura y que tengan ya hojas lobuladas. Se debe cortar 10-15 cm de la raíz madre para trasplantar el brote. En cuanto a los cortes de raíces, se suelen utilizar cuando la variedad no produce brotes de raíces. Las raíces del Artocarpus altilis se distribuyen cerca de la superficie, por lo que es fácil encontrarlas. Hay que usar raíces que no estén secas y que tengan entre 1,5 y 6 cm de diámetro y entre 15 y 20 cm de longitud. Se recomienda tratar con algún fungicida.

## Usos
El árbol del pan se encuentra estrechamente ligado al desarrollo de la cultura oceánica, especialmente en la Polinesia, Melanesia, y Micronesia. A continuación se detallan algunos usos tradicionales y actuales de la especie:
- Abono

La putrefacción de las hojas muertas en el suelo nutre las plantas que crecen por debajo.
- Estabilización del suelo

A menudo se emplea para estabilizar carenas de las islas altas de la Micronesia.
- Interplantar

Se pueden plantar intercaladamente árboles del pan con ñames, plataneros, jengibres, kava, etc.
- Jardines

Con la proliferación de la jardinería tropical, el árbol del pan se ha convertido en una especie empleada frecuentemente, sobre todo por su hoja siempre verde, y por la sombra que proporciona.
- Refugio para animales

Con la gran cantidad de frutos que produce el árbol del pan, éste se convierte en una excelente fuente de nutrición para los animales salvajes y los pájaros de los bosques. Además, las hojas también son comestibles. Por otro lado, sirve de nido para muchas especies de aves del Pacífico.
- Anfitrión de otras plantas

El árbol del pan puede ser utilizado por algunas plantas trepadoras como el ñame a modo de estructura.
- Ornamento

La buena apariencia del árbol del pan lo convierte en una planta muy atractiva, con grandes hojas siempre verdes.
- Fruto del pan

Los frutos tienen formas redondeadas, pueden alcanzar el tamaño de un melón (15-30 cm de diámetro) y llegar a pesar más de dos kilos. El árbol del pan los produce en grandes cantidades (puede llegar a dar más de 200 frutos al año). Lo más significativo de estos frutos es que son muy nutritivos: ricos en carbohidratos, proteínas, fibra y son una buena fuente de vitaminas y minerales
La tabla siguiente muestra el valor nutricional por cada 100 g de fruto del pan (parte comestible):
| Componentes             | Fruto crudo | Fruto cocido/asado | Fruto hervido | Fruto fermentado | Fruto en pasta |
| ----------------------- | ----------- | ------------------ | ------------- | ---------------- | -------------- |
| Agua (%)                | 63,8-74,3   | 59-70,3            | 67,5-73,6     | 67,3-71,2        | 20,8           |
| Proteínas (g)           | 3,8         | 0,8-2,2            | 0,95-1,2      | 0,7              | 6,3            |
| Hidratos de carbono (g) | 77,3        | 25,7-37,6          | 24,5-30,3     | 27,9             | 67,7           |
| Grasa (g)               | 0,71        | 0,11-0,39          | 0,24          | 1,13             | 2,2            |
| Calcio (mg)             | 24          | 18-26,3            | 12,1-21,1     | 42               | 134            |
| Potasio (mg)            | 352         | —                  | —             | 20-399           | —              |
| Fósforo (mg)            | 90          | 42,7-91,7          | 27.3-37,9     | —                | 164            |
| Hierro (mg)             | 0,96        | 0,68-1,56          | 0,27-0,49     | 0,73-1,18        | 0,83           |
| Sodio (mg)              | 7,1         | 2,4-5,3            | —             | —                | —              |
| Vitamina B1 (mg)        | 0,07-0,12   | 0,07-0,09          | 0,08          | —                | 0,14           |
| Vitamina B2 (mg)        | 0,2         | 0,06-0,1           | 0,05-0,07     | —                | 0,12           |
| Vitamina B3 (mg)        | 2,4         | 1,13-1,54          | 0,62-0,74     | —                | 7,42           |
| Vitamina C (mg)         | 22,7        | 1-2,6              | 2,9-3,2       | 4-20             | —              |

El uso del fruto del pan en la dieta polinesia se encuentra en declive ante la uniformidad cultural (y dietética también) que sufre la Polinesia. La producción del fruto del pan, si no se consume en territorio nativo, se exporta a los mercados de Estados Unidos, Canadá, y Europa. El mayor centro de productor de fruto del pan es el Caribe, la producción del cual se dedica casi íntegramente a la exportación al resto del mundo. A continuación se muestra la producción de fruto del pan en el Caribe entre 1985 y 1989:
| Isla        | 1985 | 1986 | 1987 | 1988 | 1989 |
| ----------- | ---- | ---- | ---- | ---- | ---- |
| Barbados    | 25   | n.d. | 65   | 66   | 123  |
| Dominica    | 0    | 23   | 24   | 38   | 24   |
| Granada     | n.d. | 1415 | 1429 | 1400 | n.d. |
| Santa Lucía | 911  | 833  | 809  | 867  | 1137 |
| San Vicente | 94   | n.d. | n.d. | n.d. | n.d. |
| Trinidad    | n.d. | n.d. | n.d. | n.d. | 26   |

- Semillas

El uso de las semillas en la alimentación es habitual en las islas del Pacífico, pero muy poco usual en la Polinesia.
- Usos medicinales

Todas las partes de la planta son utilizadas en la medicina tradicional del Pacífico y del Caribe, especialmente el látex y las hojas. El látex se emplea contra la ciática, la diarrea o la disentería; las raíces son purgativas y maceradas, son utilizadas para usos dermatológicos; finalmente, la hoja se usa para reducir la presión sanguínea y contra el asma.
- La madera

La madera del árbol tradicionalmente se ha utilizado para la construcción de viviendas en la Polinesia. Del mismo modo, ha sido utilizada como combustible, sobre todo la madera vieja. Sin embargo, el uso más importante posiblemente haya sido el de la construcción de canoas, principal medio de transporte en el Pacífico.
- Fibras

La fibra del árbol del pan ha servido para tejer los tapa, una cobertura de las partes bajas del cuerpo tradicional en la Polinesia y hoy en día utilizado solamente en las Islas Marquesas. La fibra se usa para confeccionar cuerdas y redes de pesca.
- Las hojas

La larga y gran hoja del árbol se ha usado siempre en el Pacífico como contenedor de alimento al ser ingerido por los humanos, es decir, como platos. De igual manera, sirve para la cocción de los alimentos en los hornos del suelo polinesios.
- Látex

La aplicación tradicional del látex ha sido la de adhesivo natural para unir partes de canoas y redes, además para cazar pájaros. También se usaba como goma de mascar, chicle.
- Las flores

Con la gran cantidad de mosquitos que se encuentran en las islas del Pacífico con dolorosos y peligrosos picotazos (los mosquitos son los transmisores de las principales enfermedades en el Pacífico), las flores macho del árbol del pan quemadas servían para repeler y alejar a los mosquitos.

## Nombres comunes
Se han documentado más de 2000 nombres vernáculos para A. altilis, tanto en español como en cada una de las lenguas nativas de los países que habita.
En el Caribe "frutapán" o "fruta de pan".
En Centroamérica recibe el nombre de: "árbol de mazapán".
En Guatemala y Honduras "mazapán".
En la región norte de Colombia se conoce como "pan de dios" o "pan chocó". En el archipiélago de San Andrés y Providencia es llamada "bread fruit".
En Venezuela "palo e'(de) pan" "pan de pala", "frutepan" (fruta de pan), "pan de pobre" o "pan del año".
En Perú, en la región selvática, es conocido como "pandisho" o también como "pan de árbol".
En Puerto Rico se conoce como "pana" o "panapén". En Ponce y otros pueblos vecinos del área sur le dicen mapén.
En República Dominicana se conoce como pan de fruta, mapén o buenpán, según la región y la variedad.
En Filipinas, se le conoce comúnmente por varios nombres incluyendo "rimas", "tipolo", o "culó". 
También se le llama "castaño de Malabar", "rima de Filipinas" y "tipolo de Filipinas".